# Яссер Корона
Яссер Корона (ісп. Yasser Corona, нар. 28 липня 1987, Тепік) — мексиканський футболіст палестинського походження, захисник клубу «Тіхуана».
Виступав, зокрема, за клуби «Мерида» та «Керетаро», а також національну збірну Мексики.
У складі збірної — володар Золотого кубка КОНКАКАФ.

## Клубна кар'єра
У дорослому футболі дебютував 2006 року виступами за команду клубу «Монаркас», в якій провів один сезон, взявши участь лише у 1 матчі чемпіонату.
З 2007 по 2011 перебував в оренді, зокрема виступав за «Мерида», «Хагуарес Чьяпас» та «Пуебла».
У сезоні 2011–2012 повернувся до складу «Монаркас», за який відіграв вісім матчів.
Наступний сезон провів у складі клубу «Хагуарес Чьяпас», частину сезону (2013) був орендований клубом «Сан-Луїс».
2013 року уклав контракт з клубом «Керетаро», у складі якого провів наступні три роки своєї кар'єри гравця.  Більшість часу, проведеного у складі «Керетаро», був основним гравцем захисту команди.
До складу клубу «Тіхуана» приєднався 2016 року. Відтоді встиг відіграти за команду з Тіхуани 1 матч в національному чемпіонаті.

## Виступи за збірну
2015 року дебютував в офіційних матчах у складі національної збірної Мексики. Наразі провів у формі головної команди країни 7 матчів.
У складі збірної був учасником Золотого кубка КОНКАКАФ 2015 року в США і Канаді, здобувши того року титул континентального чемпіона, Кубка Америки 2016 року в США.

## Титули і досягнення

### Збірна
Мексика
- Володар Золотого кубка КОНКАКАФ (1): 2015